# Gare de Braives
La gare de Braives est une ancienne gare ferroviaire belge de la ligne 127, de Landen à Statte, située sur commune de Braives, dans la Province de Liège en Région wallonne.

## Situation ferroviaire
La gare de Braives était située au point kilométrique (pk) 17,0 de la ligne 127, de Landen à Statte entre les gares d’Avennes et de Fallais.

## Histoire
La ligne de Landen à Statte, construite par la Société anonyme du chemin de fer Hesbaye-Condroz, est inaugurée par les Chemins de fer de l'État belge le 22 novembre 1875. La gare est située dans le hameau de Brivioulle à une certaine distance du village, dans une ligne droite coupant une boucle de la rivière Mehaigne. Un raccordement industriel partait de la gare.
La ligne ferme aux voyageurs en 1963 et les trains de marchandises cessent de rouler entre Statte et Hannut en 1982. Les rails restent entretenus a minima jusqu’en 1992 afin de pouvoir réutiliser cette ligne pour des raisons stratégiques avant de céder la place à un RAVeL de Landen à Huccorgne.
Inoccupé en 1983, le bâtiment de la gare est par la suite racheté par la commune qui y crée une maison des associations avec une salle 75 mètres carrés. Le marché de la gare de Braives se tient sur l'ancienne cour des marchandises.

## Patrimoine ferroviaire
Le bâtiment des recettes est le seul de la ligne 127 encore debout et en état d’origine. Suivant le plan type standard de la compagnie Hesbaye-Condroz, il est réalisé entièrement en briques, avec de l'enduit côté voies, et comporte trois parties. Au centre se trouve le corps de logis à deux étages, long d'une travée mais large de trois, avec un toit en bâtière transversale. Une extension en « L » à toit plat de trois travées côté rue a été ajoutée. Les fonctions principales de la gare (guichet, salle d'attente, colis, etc.) sont accueillies dans l'aile principale, d'un seule étages avec sept travées latérales. Le style de ces gares, que l'on retrouve également sur la ligne 126, est assez fonctionnel et dépouillé (mais certaines avaient une façade en pierre). Le bâtiment de la gare de Hannut, du même type, a vu son aspect altéré par une rénovation au XXIe siècle.

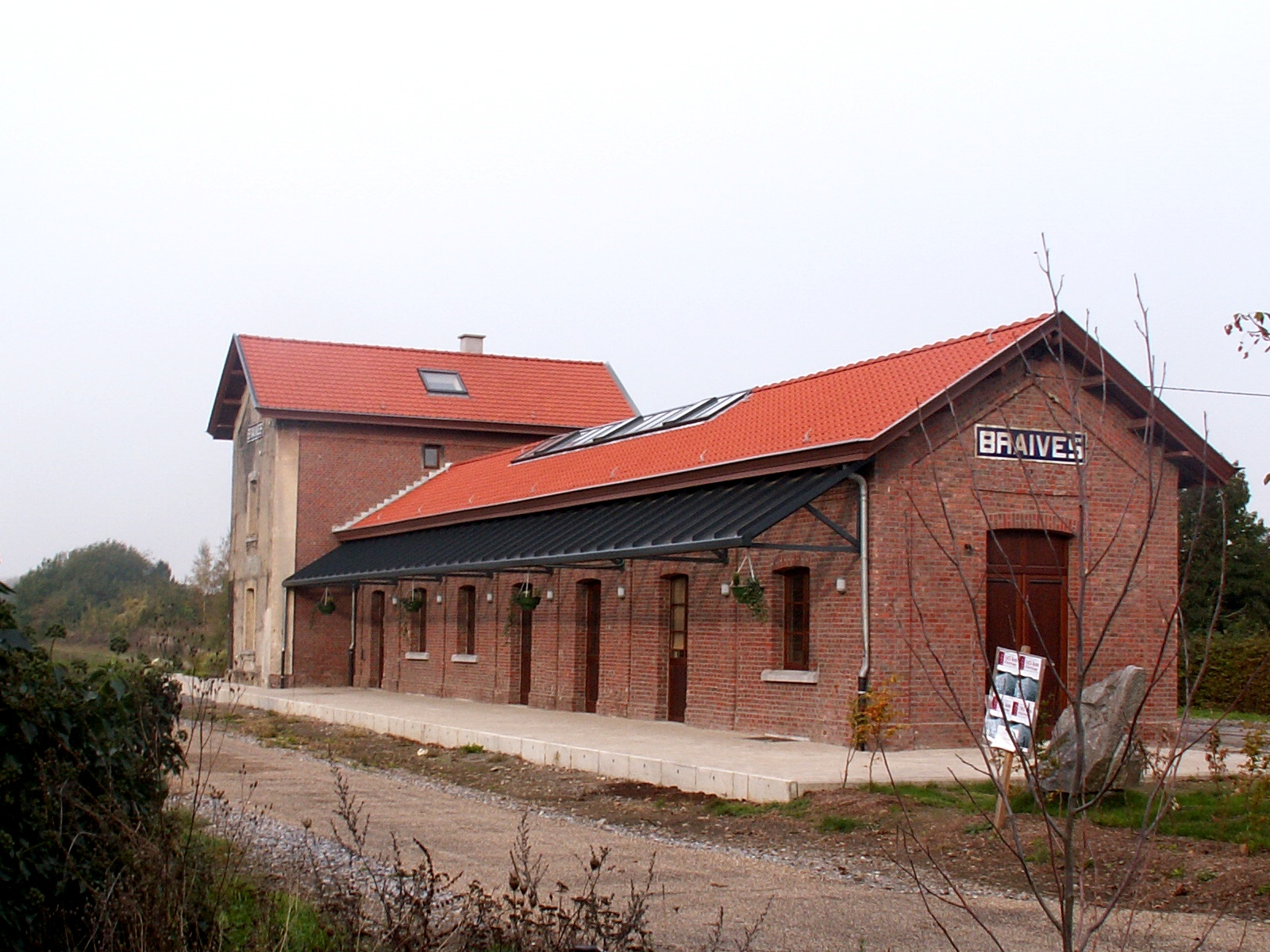
Bâtiment de la gare.
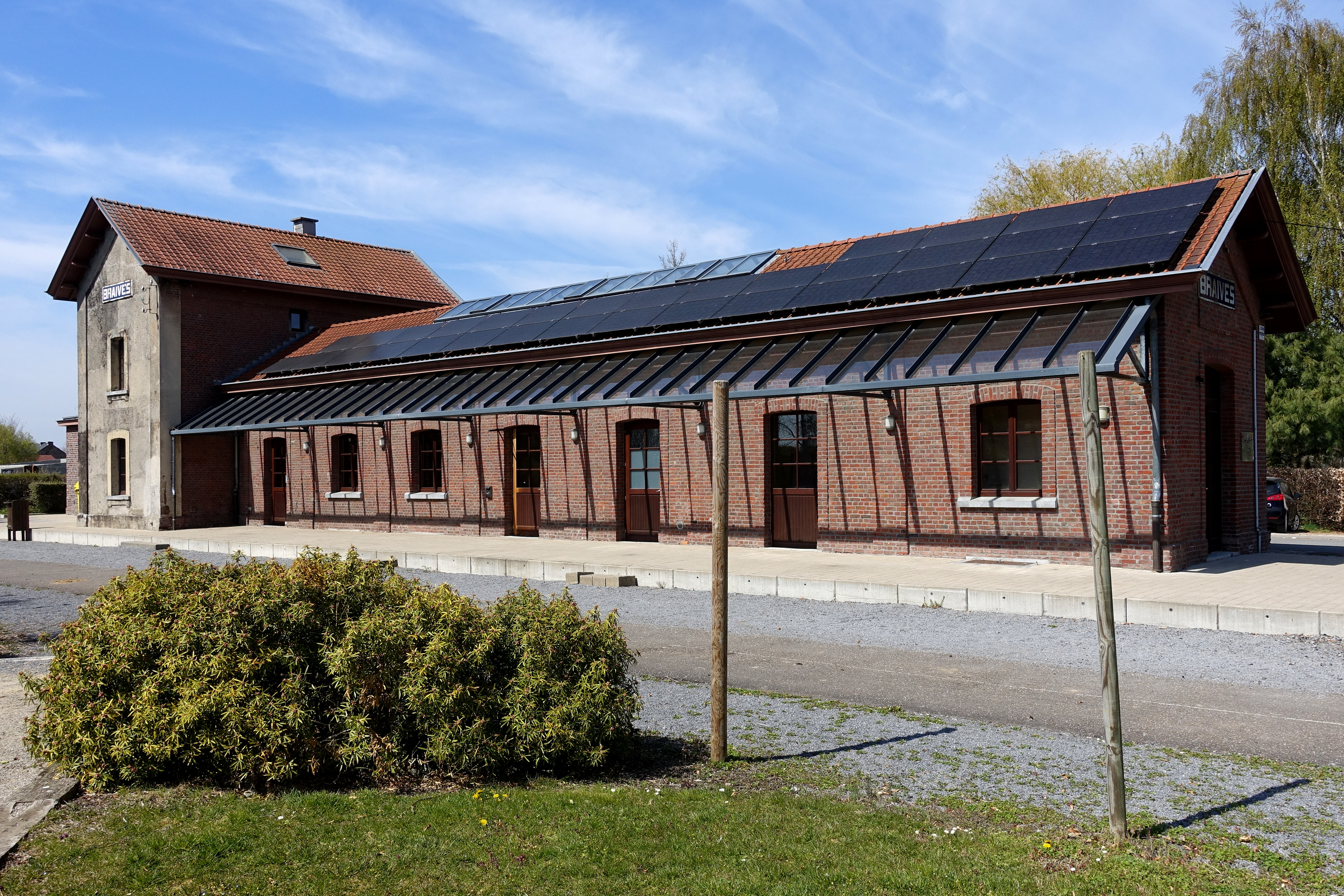
Aile basse, où étaient accueillis les voyageurs.
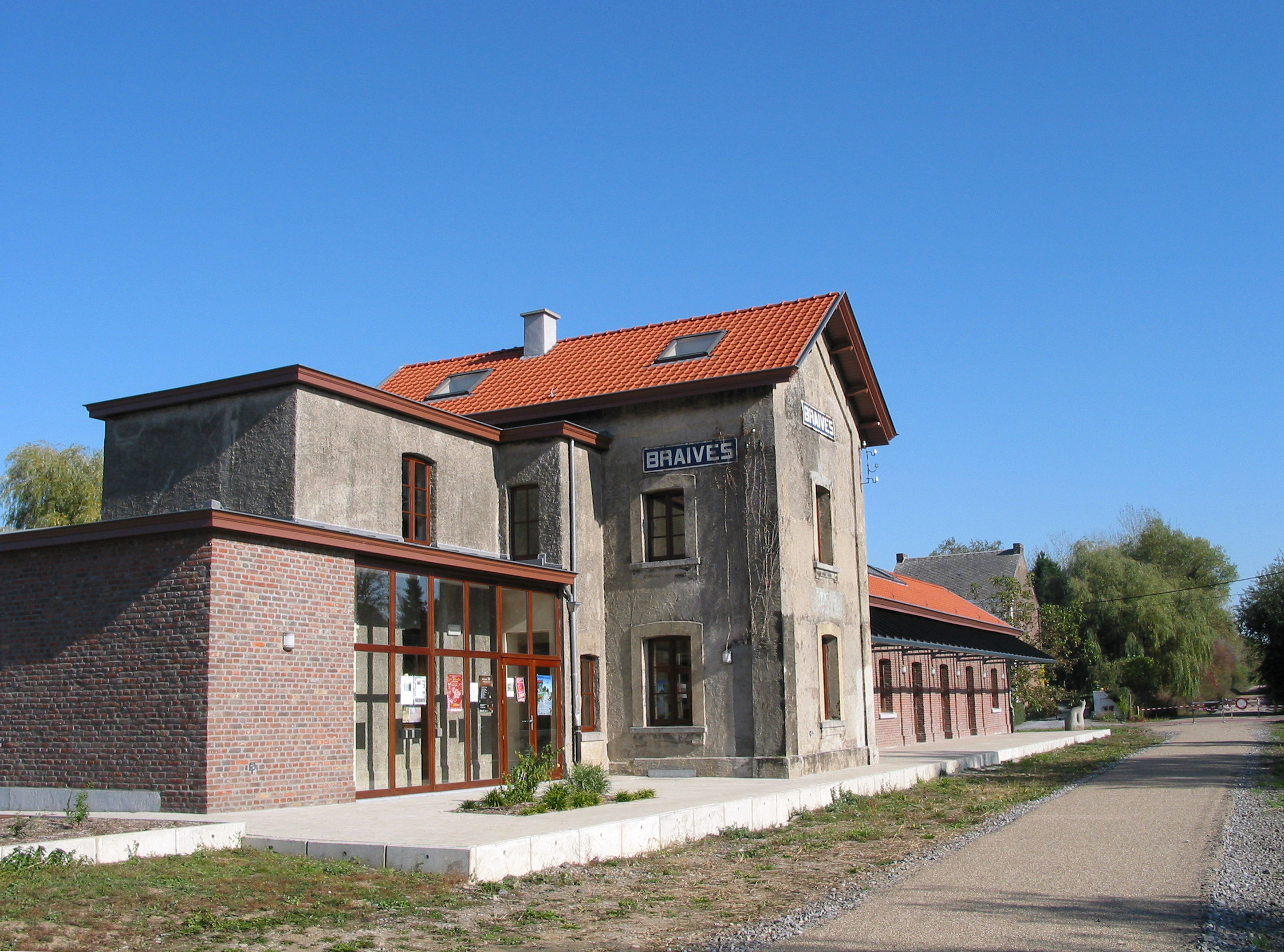
Aile de service, avec une annexe moderne.